# L'hôtellerie portugaise
L'hôtellerie portugaise (La locanda portoghese) è un'opéra-comique in un atto di Luigi Cherubini su libretto di Étienne Saint-Aignan. Fu rappresentata per la prima volta al Théâtre Feydeau di Parigi il 25 luglio 1798.
L'opera fu un completo insuccesso e fu abbandonata dopo poche recite; alcuni brani ricevettero comunque lodi, in particolare l'ouverture spagnoleggiante. Negli anni successivi il lavoro divenne invece piuttosto popolare in Germania.. In Italia giunse nel 1941, al Teatro delle Arti di Roma, nella traduzione di Giulio Confalonieri, con Ines Alfani-Tellini (Gabriella), Costanzo Gero (Don Carlos)  e Saturno Meletti (Don Roselbo).. Altre rappresentazioni in Italia ebbero luogo tra il 1949 e il 1976 (RAI Napoli, protagonista Mariella Devia). Da segnalare anche la registrazione del 1953 effettuata alla RAI di Milano.

## Interpreti della prima rappresentazione
| Personaggio     | Interprete       |
| --------------- | ---------------- |
| Don Roselbo     | Dérubelle        |
| Donna Gabriella | Juliette Lesage  |
| Ines            | Augustine Lesage |
| Don Carlos      | Rézicourt        |
| Pedrillo        | Jausserand       |
| Rodrigo         | Alexis Dessaules |
| Inigo           | Raffile          |

## Trama
La vicenda ha luogo in una città portoghese nel 1640.
Gabriella, con l'aiuto della cameriera Ines, sta cercando di raggiungere a Lisbona l'amato Don Carlos. Le due donne, inseguite dal tutore di Gabriella, Don Roselbo, innamorato non ricambiato della ragazza, si fermano in una locanda, nella quale giungono poi anche Don Roselbo e Don Carlos, accompagnato dallo scudiero Pedrillo. Un equivoco convince il proprietario della locanda, Rodrigo, che Gabriella sia la moglie del vicario spagnolo cacciato da Lisbona in seguito a una rivolta: pensando che stia cercando di mettersi in salvo e che Don Carlos la voglia catturare, decide di proteggerla, e fa in modo che i due innamorati non si incontrino. Gabriella finisce nelle mani di Roselbo, ma la situazione si risolve quando l'identità dei personaggi si chiarisce, e Don Carlos riesce a mostrare un documento che toglie a Don Roselbo la tutela su Gabriella. Don Roselbo deve rinunciare alle sue mire su Gabriella, e i due giovani si possono felicemente riunire.

## Discografia
- 1953 - Paolo Pedani (Don Roselbo), Ilva Ligabue (Donna Gabriella), Luisa Villa (Ines), Franco Taino (Don Carlos), Giovanni Fabbri (Pedrillo), Paolo Montarsolo (Rodrigo), Otello Borgonovo (Inigo),  - Direttore: Enrico Piazza - Orchestra e Coro di Milano della RAI - Registrazione di una trasmissione radiofonica. Cantato in italiano - LP:  E.J. Smith «The Golden Age of Opera EJS 411 (1967); Mauro R. Fuguette «Cherubini Series» MRF/C 04 (con Le due giornate); Melodram MEL 153 (con Eliza e Pimmalione) (1981)[5]